# Прапор Путильського району
Пра́пор Пути́льського райо́ну — офіційний символ Путильського району Чернівецької області, затверджений 27 грудня (22 грудня) 2007 року рішенням сесії Путильської районної ради № 147-14/07. Автором ескізу є Тарас Ковальчук.

## Опис
Прапор являє собою прямокутне полотнище зі співвідношенням сторін 2:3, що поділене по діагоналі від правого нижнього кута на дві частини. На верхній жовтій частині розташована зелена ялина, а на нижній зеленій — жовта квітка арніки.

## Символіка
Прапор несе на собі наступні символи:
- ялина — символ Карпат;
- нижня частина прапора подана в зеленому кольорі, що означає Буковину, пробудження, волю й оновлення;
- гірська арніка уособлює нерозривний зв'язок поколінь та сутність людського буття.